# Paul Pauly
Pour les articles homonymes, voir Pauly.
Paul Pauly, de son vrai nom Claude-Gilbert Pauly, né le 22 juillet 1901 à Aubusson (Creuse) et décédé le 27 juin 1973 à Champagne-sur-Oise (Val-d'Oise), est un homme politique français, membre du Parti socialiste (SFIO puis PS).

## Biographie

### Profession et action syndicale
Après des études à l'école nationale professionnelle de Vierzon, Paul Pauly entre comme commis à la recette des finances de Guéret, avant de devenir percepteur, à Ahun puis Felletin, sous l'Occupation et à la Libération. Il participe au mouvement mutualiste creusois, dans le cadre de ce qui deviendra la Mutuelle du Trésor, et il est secrétaire départemental de la fédération CGT des fonctionnaires de 1926 à 1936. Il fonde également La Creuse syndicaliste, journal dont il assure la gestion et la rédaction avec son ami Roger Cerclier.
En 1930, ses activités vont être un temps suspendues, à la suite d'un grave accident de la route dont il est victime au volant de sa De Dion-Bouton .
Paul Pauly rédige régulièrement des articles dans  Le Mémorial de la Creuse, occasionnellement dans Le Populaire du Centre et, plus rarement, dans La Montagne. Enfin, en 1936, il est médiateur dans divers conflits entre les salariés et les employeurs de plusieurs entreprises aubussonnaises.

### Carrière politique
Jusqu'en 1973, Paul Pauly mènera en Creuse une carrière politique particulièrement longue, sans échec électoral, entamée dès 1944. Après avoir participé à la Résistance, il est membre du Comité local de libération (CLL). Il est élu le 5 mai 1945 au conseil municipal d'Aubusson et premier adjoint au maire le 19 mai. Il est également élu au Conseil général de la Creuse (soutenu par la SFIO et le PCF) le 23 septembre. Il préside le conseil général de la Creuse dès 1946. Élu le 8 décembre 1946 au Conseil de la République (qui redeviendra le Sénat sous la Ve République), il siège essentiellement à la commission des Finances.
Devenu député en 1950, à la mort de Roger Cerclier, Paul Pauly démissionne rapidement pour rester à la Chambre haute où il est reconnu pour sa compétence en matière financière. Il ne cesse d'y plaider pour une fiscalité qui concilie incitation au développement économique et juste répartition des richesses. Membre de la commission des Affaires culturelles, de 1959 à 1968, il fustige régulièrement, comme rapporteur, le manque chronique de moyens dont souffre l'Éducation nationale. Homme de gauche, fidèle de Guy Mollet, admirateur de Jaurès et Blum, Paul Pauly refuse cependant toute forme de sectarisme, pratiquant le dialogue républicain avec ceux dont il ne partage pas les idées, comme le philosophe d'origine creusoise Jean Guitton, le président du Sénat Alain Poher ou même Jacques Chirac, alors jeune député de la Corrèze.

### L'élu local
Fils de tapissier, né dans une famille issue de plusieurs dynasties bien connues de tapissiers d'Aubusson (Barraband, Blanchet, de Chanet, Corneille, Deyrolle, Jaudoin, de Landriesve, Moluçon, du Plantadis, de Saint-Rapt, Vallenet...), Paul Pauly aura à cœur, tout au long de ses mandats, de défendre et promouvoir la tapisserie d'Aubusson. 

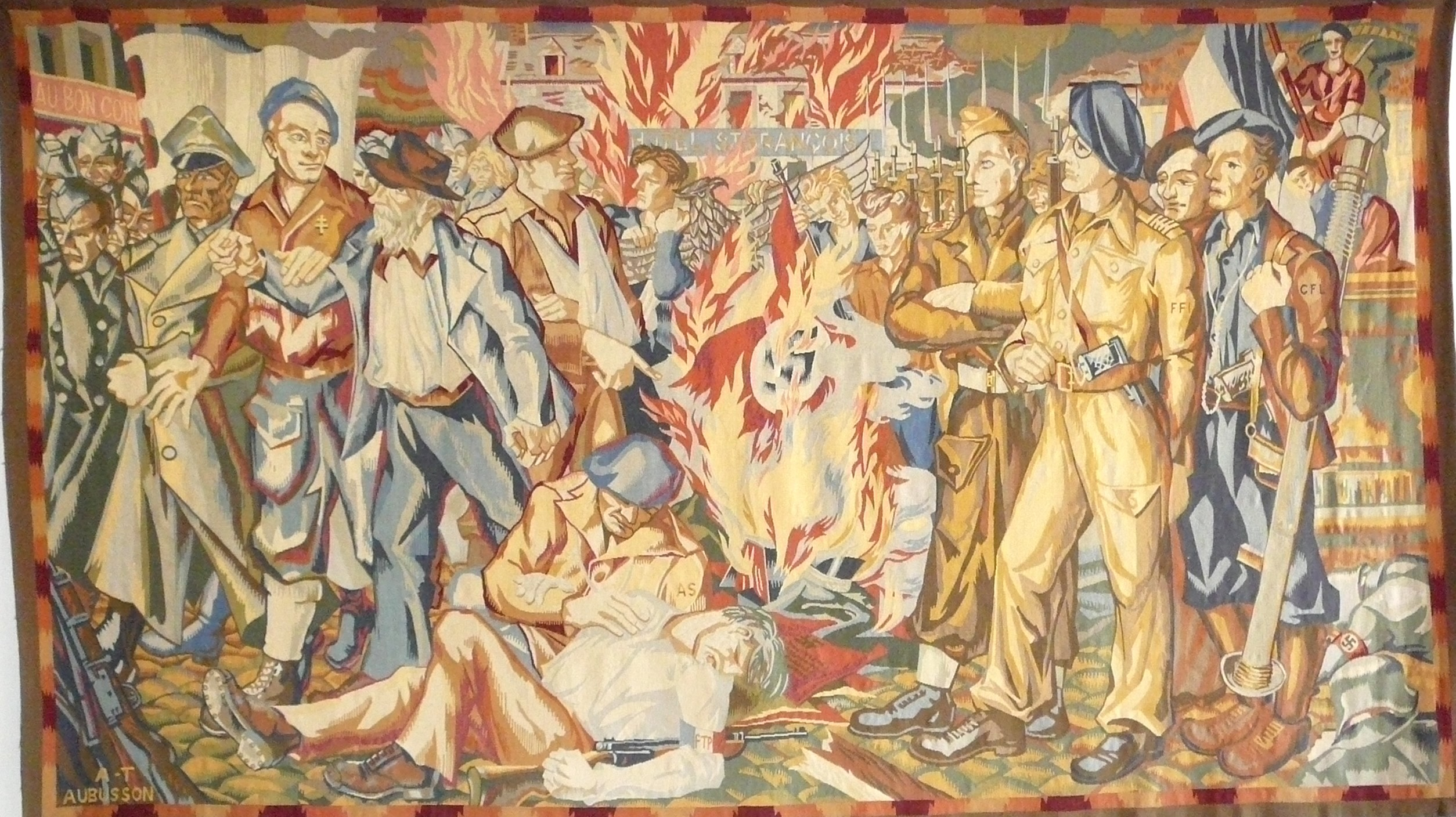
Tapisserie d'Aubusson représentant la libération de Guéret, en 1944

Le sénateur de la Creuse contribue, en particulier, à l'acquisition par l'État de tapisseries de prestige destinées à diverses résidences de la République française, dont l'Élysée.
Paul Pauly préside le conseil général de la Creuse pendant presque trois décennies. C'est sous sa présidence, en 1962, que l'hôtel des Moneyroux, à Guéret, devient le siège du Conseil général. Début 1966, après avoir eu connaissance des résultats du dernier recensement, il adresse au plus haut niveau de l'État (Charles de Gaulle compris) un véritable cri d'alarme. L'exode rural frappe en effet de plein fouet le département. C'est à cette époque que s'accélère, sous l'impulsion de Michel Debré, député de La Réunion, l'arrivée en métropole des enfants que l'on nomme parfois Les Réunionnais de la Creuse. Cet épisode, complexe et douloureux, est régulièrement l'objet de controverses. Enfin, dans la seconde moitié des années 1960, conscients de la nécessité de promouvoir le tourisme en Creuse, Paul Pauly et le docteur Ferrand favorisent le développement des équipements d'accueil des rives creusoises du lac de Vassivière.
À Aubusson, parmi les diverses actions entreprises par Paul Pauly en tant que maire, on peut évoquer le développement du logement social, la transformation du château Saint-Jean en maison de retraite, l'implantation d'un terrain de camping ainsi que des travaux visant à limiter le risque d'inondation par la rivière Creuse. Le jumelage d'Aubusson avec d'autres villes, françaises ou étrangères, fera également partie des préoccupations du sénateur de la Creuse.
Enfin, il lance le projet de contournement du centre-ville par la RN 141 (qui allait de Saintes à Clermont-Ferrand) ainsi que celui de la future zone industrielle dite "du Mont".
Peu avant sa mort, Paul Pauly, pour raisons de santé, renonce à briguer un nouveau mandat de maire d'Aubusson. C'est un médecin d'origine russe, le socialiste Viktor Pakomoff, qui devient le premier magistrat de la ville. Paul Pauly exerce néanmoins ses autres fonctions quand survient son décès en 1973. André Chandernagor lui succède à la tête de l'Assemblée départementale. Michel Moreigne, son suppléant, le remplace au Sénat.
Concernant la durée particulièrement longue des responsabilités politiques exercées par Paul Pauly en Creuse, Nathalie Dumas nous livre, dans un ouvrage de 2022 consacré à André Chandernagor, l'opinion critique de l'ancien ministre : « Chander [...] doit pour autant composer avec Paul Pauly, chef de l'exécutif départemental, qui, bien qu'âgé et avec une santé fragile, ne conçoit pas de mettre un terme à sa carrière politique [...]. Cette attitude heurte André Chandernagor qui se promet de ne pas tomber dans ces travers et d'avoir la sagesse de mettre un terme à sa vie publique active avant que la vie elle-même ne le quitte. »

## Mandats

### Parlementaire
- 1946-1973 : Sénateur de la Creuse

### Mandats locaux
- 1965-1973 : Maire d'Aubusson
- 1946-1973 : Président du Conseil général de la Creuse
- 1945-1973 : Membre du Conseil général de la Creuse (Canton d'Aubusson)
- 1945-1965 : 1er adjoint au maire d'Aubusson
- 1945-1973 : Conseiller municipal d'Aubusson

## Autres fonctions
- Membre de la CODER (Commission de développement économique régionale) du Limousin
- Vice-président des maires de la Creuse

### Documentation
- Éléments biographiques sur Paul Pauly : Who's Who 1973 ; La Montagne, 27/09/1971, 02/04/2015 ; Le Monde, 29/06/1973 ; Dictionnaire biographique du mouvement ouvrier français (Le Maitron en ligne, https://maitron.fr/spip.php?article125178) ; Dictionnaire historique des noms de famille, Nouveau Monde Éditions, 2005
- Éléments généraux sur la vie politique dans la Creuse à la fin des années 1950 : Jean-Claude Pasty : Évolution de l'opinion publique dans le département de la Creuse, thèse dactyl. IEP Paris 1958